# Почтовый (Красносулинский район)
Почтовый — хутор в Красносулинском районе Ростовской области.
Входит в состав Табунщиковского сельского поселения.

## География
На хуторе имеется одна улица: Центральная.

## Население
| 2010 |
| ---- |
| 56   |